# Calhandrinha-das-marismas

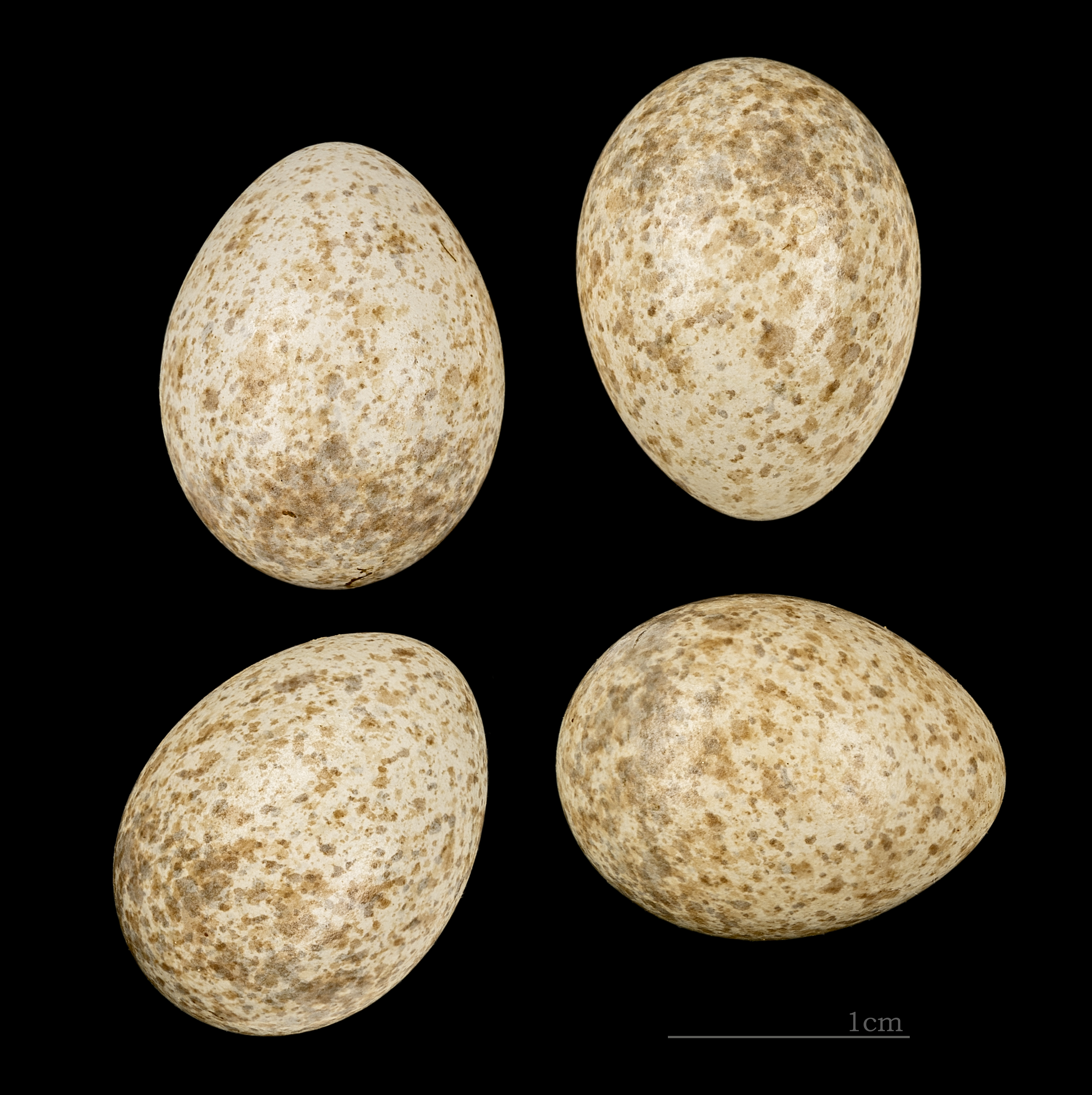
Calandrella rufescens minor MHNT

Calhandrinha-das-marismas (Alaudala rufescens) é uma ave da família das cotovias (Alaudidae). Tal como os restantes membros da sua família, a plumagem é acastanhada. É do mesmo tamanho que a calhandrinha-comum, distinguindo-se desta espécie pelas tonalidades mais escuras e pelas riscas no peito.
Esta cotovia faz o ninho no chão. É uma espécie residente, que ocorre em Portugal durante todo o ano.